# Constantin B. Pennescu
Constantin B. Pennescu (n. 1854 – d. 2 ianuarie 1928, Iași, România) a fost un om politic român, deputat și, ulterior, senator, care a îndeplinit funcția de primar al municipiului Iași între anii 1901-1904.

## Biografie
A urmat studii de drept la Universitatea din Iași și a profesat ca avocat. Fruntaș al Partidului Național Liberal, a fost ales deputat și, ulterior, senator, și a îndeplinit funcția de primar al Iașului în perioada 12 aprilie 1901 - 24 decembrie 1904.
A fost președinte al Comitetului teatral al Teatrului Național din Iași între anii 1900-1904 și, ulterior, director al Teatrului, între anii 1924-1928.
La propunerea primarului Pennescu, N.A. Bogdan a redactat și tipărit în anul 1904, în doar patru luni, monografia Orașul Iași – odinioară și astăzi, reeditată în 1913 cu titlul Orașul Iași - Monografie istorică și socială ilustrată.

## Familia
C.B. Pennescu s-a născut în 1854 în familia pitarului Bănică Penescu și a Sultanei Robescu, descendentă a unei vechi familii boierești din Râmnicu Sărat. Constantin B. Pennescu a fost căsătorit cu Sofia Livaditti, nepoată a pictorului de origine dalmatină Niccolò Livaditti. Fiica lor, Elena, a fost adoptată de Adela Livaditti, sora Sofiei, și Constantin Vidrașcu, boier moldovean; Elena Pennescu-Vidrașcu este mama scriitorului Alexandru Paleologu.
Sora lui C.B. Pennescu a fost căsătorită cu Gheorghe Mârzescu, ministru în mai multe guverne liberale și primar al Iașului (27 aprilie 1914 - 14 decembrie 1916).